# Moto Himàlaia
L'Expedició Moto Himàlaia, coneguda també simplement com a Moto Himàlaia, fou una expedició motoritzada portada a terme per sis muntanyencs catalans l'any 1973, en el decurs de la qual recorregueren la serralada de l'Himàlaia a bord de sengles motocicletes Bultaco Sherpa T de 350 cc, amb l'objectiu d'assolir la màxima altitud possible amb moto. Els membres de l'expedició eren tots ells muntanyencs amateurs experts en alpinisme d'alta muntanya i alhora afeccionats al trial: Rafa Puig Bultó (germà d'Oriol Puig Bultó i, per tant, nebot de l'amo de Bultaco Francesc Xavier Bultó), Dimas Veiga, Jaume Samsó (antic pilot d'automobilisme), Ramon García-Nieto, Lluís Solé i Gerard Pascual.
La iniciativa fou un èxit i al cap de deu dies intensos (del 7 al 16 de novembre de 1973), durant els quals avançaren amb les seves motos per viaranys gairebé inaccessibles, aconseguiren finalment arribar als 5.156 metres d'altitud, a la glacera de l'Imja Khola. Era una fita que quedaria per a la història, ja que poc després el govern nepalès va prohibir l'accés de vehicles motoritzats a la zona. Val a dir que el rècord sí que fou superat en altres indrets per uns altres excursionistes catalans, membres del Moto Club Igualada, els quals assoliren els 5.895 metres al Kilimanjaro, el 26 d'octubre de 1974, i els 6.800 metres a l'Aconcagua, el 14 de gener de 1977 (en totes dues ocasions, també a bord de motocicletes Bultaco Sherpa T).

## Història
Cap a l'octubre de 1972, el grup inicial de cinc aventurers (Puig Bultó, Veiga, Samsó, García-Nieto i Solé) decidiren tirar endavant una idea que feia temps que havien concebut. Més endavant se'ls uní Gerard Pascual, amic de Puig Bultó. Durant mesos varen preparar amb detall la complicada logística de l'aventura. A l'hivern, simularen als cims del Pirineu català situacions similars a les que s'esperaven trobar al Nepal, fent amb moto els cims del Puigmal, Canigó i Puig Pedrós entre d'altres.

### Sortida de Barcelona
Un cop ben preparats reuniren tot allò que els calia: 10 caixes plenes de material d'alta muntanya, equipament, queviures, mapes cartogràfics, medicaments, etc., a més d'unes grans caixes amb les motos desmuntades. Finalment, el 2 de novembre de 1973 sortiren de Barcelona amb destinació Katmandú (via Frankfurt -Roma-Nova Delhi). Després d'un parell de dies a Katmandú i havent estat precedits per les caixes de material, anaren en avioneta fins a Lukla, població del districte de Solukhumbu (Regió Oriental), ja en terra de xerpes -dels qui Bultaco feia anys havia agafat el nom per a les seves motos-, a 2.800 metres d'altitud.
Allí se'ls uniren els xerpes que els havien assignat. Mohan Lai Rai era el guia i cap dels altres tres (un per a cada dos expedicionaris). La caravana es completava amb el cuiner i 55 portadors (carregant cada un 35 kg, la qual cosa suma unes 2 tones d'embalums). Un cop preparat el camp base a Lukla, es desempaquetaren les motocicletes i es procedí al seu muntatge.

### L'expedició, dia a dia[9]

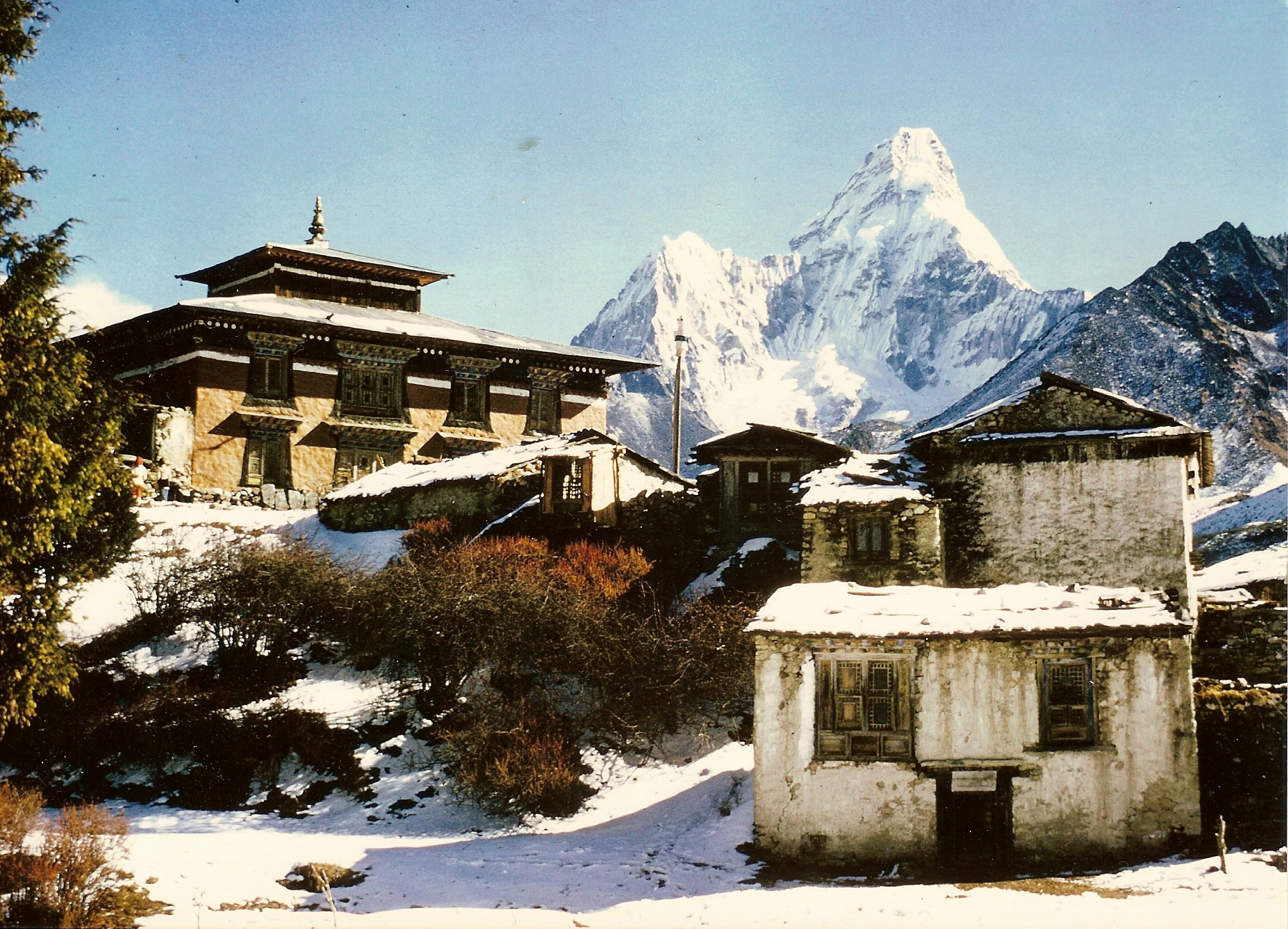
El monestir budista de Tengboche el 1974, poc després del pas dels expedicionaris

1. Dimecres, 7 de novembre. A les 5 de la tarda s'enllestí el muntatge de les motos i s'engegaren per primer cop aquesta mena de vehicles al llindar de l'Himàlaia. La temperatura era d'uns -12 °C a l'exterior i de -7 °C dins les tendes. L'endemà, a dos quarts d'onze del matí, s'inicià l'esperada marxa.
2. Dijous, 8 de novembre. De Lukla a una esplanada distant uns pocs quilòmetres (situada a 2.815 metres d'altitud), on una avançada de portadors muntaren el campament. Com a exemple de la duresa, trigaren 1 hora i 20 minuts per a fer el primer tram de menys de 3 km.
3. Divendres, 9 de novembre. De l'esplanada a Jorsale (2.730 m), on havien muntat el campament al costat del riu. Temperatura a la nit: -12 °C.
4. Dissabte, 10 de novembre. De Jorsale a Namche Bazaar (3.440 m). Ascens de 710 metres en poc més de 2 km, per un camí terrible i una pujada impracticable on els calgué l'ajuda de cordes,[10] trigant més de quatre hores en pujar. Temperatura a la nit: inferior a -12 °C. A Namche Bazaar, principal poblat de la serralada i capital dels xerpes (unes 100 barraques), obtingueren el passaport especial que els autoritzava a recórrer l'Himàlaia.
5. Diumenge, 11 de novembre. De Namche Bazaar a Tengboche, també conegut com a Thyangboche (3.846 m), un altiplà on hi ha el monestir budista més alt del món. Camí fàcil, amb precipicis de fins a 700 metres verticals fins al riu. Temperatura: -8 °C.
6. Dilluns, 12 de novembre. Descans.
7. Dimarts, 13 de novembre. Descans.
8. Dimecres, 14 de novembre. De Tengboche a Dingboche (4.412 m), passant per Pangboche i River Junction (on s'uneixen els rius que descendeixen de la vall de Periche i de la vall de Chukhung). A Dingboche (un grup de quatre barraques per a guardar-hi iacs, envoltat de muntanyes de 6.000 metres cobertes de gel i neu) la temperatura era de -8 °C a les 16:30h i de -12 °C a les 18:30h. Avançada la nit, encara cau 3 o 4 graus més.
9. Dijous, 15 de novembre. Descans.
10. Divendres, 16 de novembre. De Dingboche a Bibre (4.560 m), pujant per la vall de Chukhung. Un cop a la glacera de l'Imja Khola, un riu glaçat que allí neix els representà un barrera infranquejable. La temperatura era de -18 °C i a escassos quilòmetres en línia recta, es veia l'Everest destacant sobre el Lhotse i el Nuptse. En aquell moment comprovaren l'altímetre i s'adonaren que acabaven d'assolir el rècord d'altitud en motocicleta a la serralada de l'Himàlaia: 5.156 metres d'altitud. Eren les 14:05h del 16 de novembre de 1973.

### Retorn a Catalunya
L'endemà, seguint les recomanacions del guia Mohan Lai Rai, iniciaren el camí de retorn fins a Lukla. Fou un llarg descens farcit també de riscos i incidents, que durà uns sis o set dies. Un cop arribats a Lukla, feren cap a Katmandú i al cap d'uns dies de descans per a refer-se de l'experiència iniciaren els preparatius de la tornada, arribant finalment a l'aeroport del Prat el 3 de gener de 1974.

## Els protagonistes
Els sis membres de l'expedició eren un grup d'amics, practicants tots ells del motorisme de muntanya i molt afeccionats a fer llargues travesses per camins en moto (La "Dos Mars", la "Barcelona-Madrid" i d'altres). També tots ells eren membres del Reial Moto Club de Catalunya (RMCC). La composició detallada del grup era aquesta:
| Expedicionari        | Edat el 1973 | Any de naixement | Defunció | Professió              | Tasca durant l'expedició                           |
| -------------------- | ------------ | ---------------- | -------- | ---------------------- | -------------------------------------------------- |
| Rafa Puig Bultó      | 43           | 1930             | 2023     | Enginyer tèxtil        | Confecció de la ruta i itineraris                  |
| Dimas Veiga Molina   | 43           | 1929 o 1930      | 1996     | Relacions públiques    | Relacions amb la premsa i promoció                 |
| Jaume Samsó Puig     | 35           | 1937 o 1938      | 2011     | Perit elèctric         | Mecànica i logística del material i aparells       |
| Ramon García-Nieto   | 42           | 1930 o 1931      | 1978     | Advocat i economista   | Direcció del grup                                  |
| Lluís Solé Guillaume | 55           | 1918             | 2019     | Fotògraf               | Fotògraf (va fer servir una Fujica P1)             |
| Gerard Pascual Pla   | 40           | 1932 o 1933      | -        | Cirurgià i traumatòleg | Preparador físic i responsable de salut de l'equip |

Notes
1. ↑   Segons reportatge sobre l'Alpinada del 2008.[14]
2. ↑   Puig Bultó era també l'amo de la botiga de motos Zona-3.
3. ↑   Samsó era també un bon mecànic.

## Les motos
Bultaco va donar suport des del començament a l'expedició i hi va contribuir amb les motocicletes i l'assistència del seu departament tècnic, que hi incorporà petites però efectives modificacions. Les motos eren sengles Bultaco Sherpa T 350 del model 125, amb algunes innovacions en fase de proves i alguna cosa adaptada del model precedent, el 92 (per exemple, la tapa lateral dreta del motor). En vistes a aconseguir un grau de carburació òptim, se n'anaren amb les motos fins a la Tosa d'Alp, ja que la seva altitud coincidia amb la de Lukla, al Nepal, punt de partida de l'expedició.
Entre altres millores, a aquelles Sherpa T se'ls va adaptar el kit de dipòsit i seient del model Alpina de Bultaco (decorats, això sí, com els de les Sherpa T: vermell i blanc), silenciador tipus bumerang (en fase de prototipus), corona de major diàmetre perforada i culates comprimides (concretament, procedents del model Bultaco Pursang), per tal d'aconseguir una major compressió i un millor rendiment en aquelles latituds. La cilindrada dels motors era, òbviament, de 350cc i el pes en sec de gairebé 95 kg. Durant anys, una d'aquelles motos es pogué veure al Museu de la Moto de Bassella, dins l'exposició «Bultaco, tot un mite».